# خليل شقير
خليل شقير شخصية أردنية من أصل شامي، وأحد كبار تجار عمّان في فترة الثلاثينات والأربعينات من القرن الفائت، وهو صاحب أحد أقدم بيوت عمّان الأولى ذات الطراز الشامي، والذي تحول حديثا إلى "بيت شقير للثقافة والتراث"، ويقع في جبل عمان - شارع خرفان.

## نبذة عن حياته

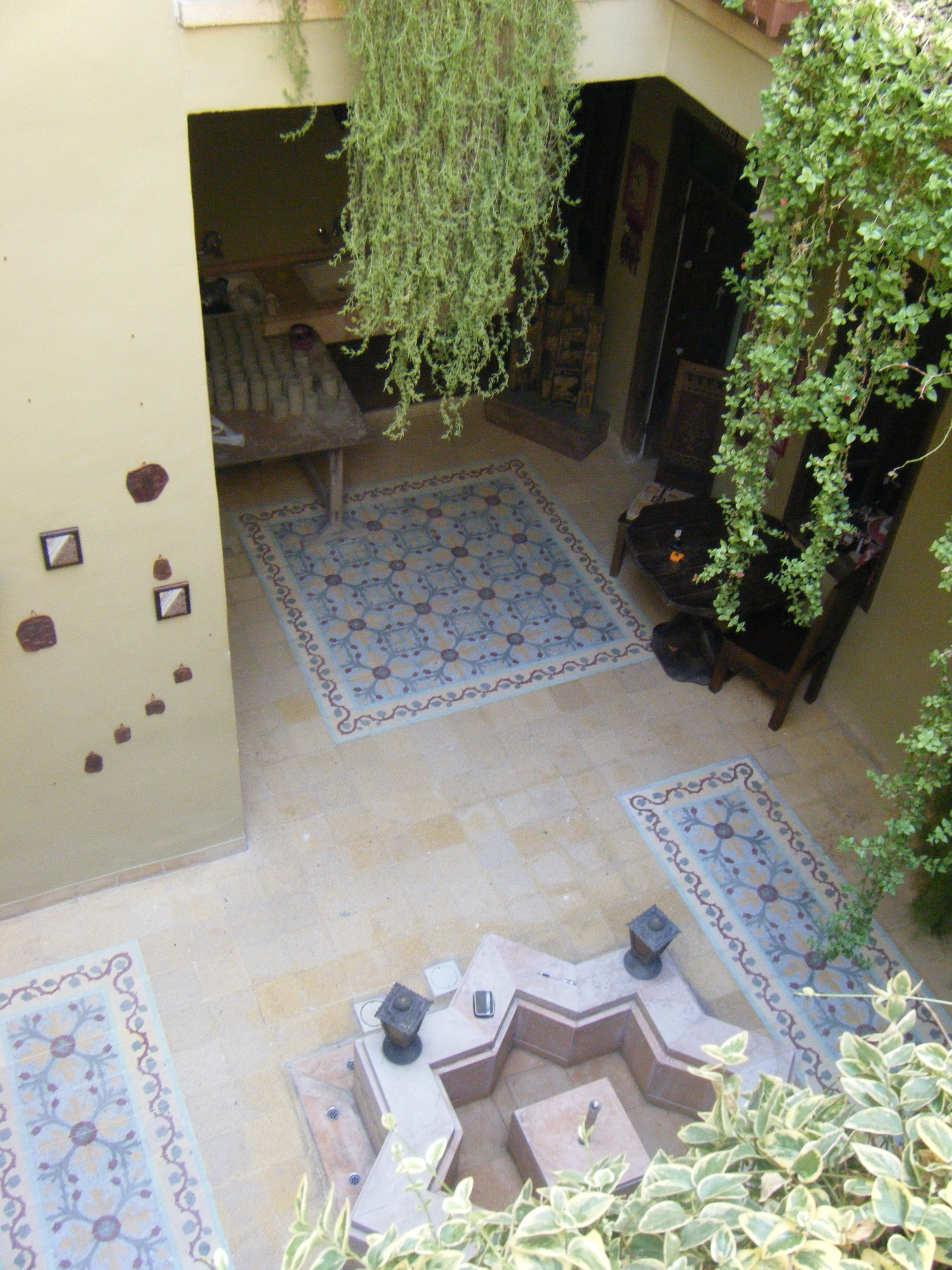
بيت شقير للثقافة والتراث

كان السيد خليل شقير يعنبر أحد أكبر تجار الحبوب والمواشي المعروفين في عمّان. كان قد قدم من دمشق في العام 1910 طلباً للرزق وكسب العيش. لكن الفرنسيين في سوريا قاموا باحراق بيته هناك فرحل إلى عمان نهائيا ليقوم ببناء هذا البيت الشامخ والمتسع فيما بعد ليضم كل افراد عائلته وكان ذلك في العام 1927 وتم الانتهاء من البناء والسكن فيه عام 1930 حيث كان من أوائل المنازل الفخمة واللافتة جدا للنظر في تصميمه الهندسي إذ كانت عمان وقت ذلك قرية صغيرة وجميلة ببساتينها ومزارعها وبيوتها القليلة. لكن في العام 1934 تم تأجير هذا البيت بجميع غرفه ومرافقه إلى دائرة المعارف الأردنية كمدرسة لتعليم التلاميذ الصغار سميت بمدرسة العبدلية للذكور. وفي العام 1947 تحولت المدرسة إلى مدرسة اناث وسميت مدرسة (اروى بنت الحارث) وبقي هذا الامر حتى العام 1958. إلى أن تم تحويل المكان إلى محترف للفنون بعد قرابة خمسة قرون.